# Reductor de velocidad

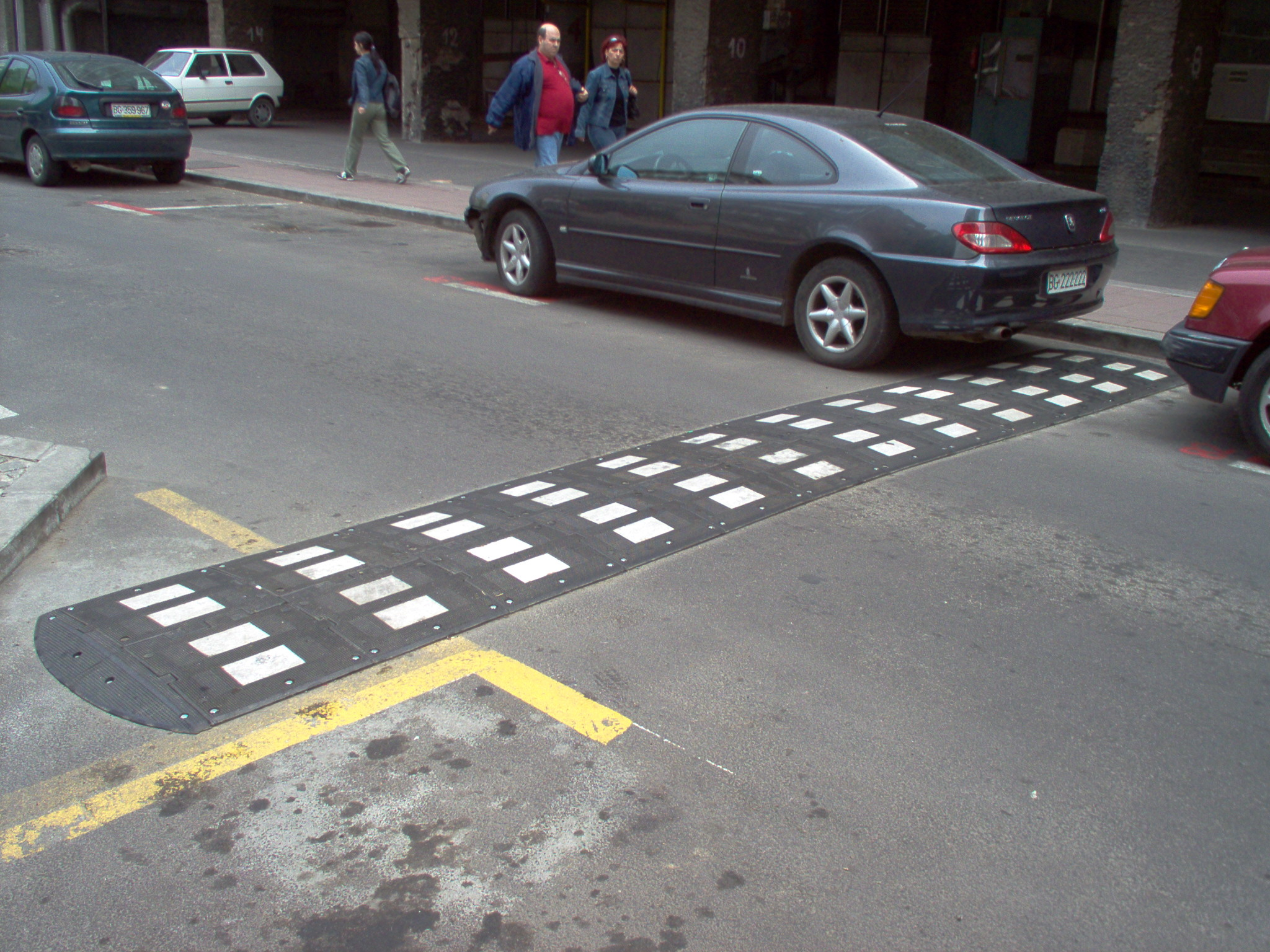
Un reductor de velocidad construido con goma, en Belgrado (Serbia).

Un reductor de velocidad, resalto, badén o túmulo es una brusca variación que sobresale del pavimento y lo atraviesa de lado a lado, para inducir a los conductores o chóferes a reducir la velocidad de su vehículo.

## Descripción
Los reductores de velocidad pueden tener 2 intenciones, una obligar a reducir ante una circunstancia como ante el paso de un colegio, un paso de cebra y similares. Pero lo normal es que sea para obligarte a mantener la velocidad indicada en las señales de tráfico, para ello tiene que estar diseñado de manera que si pase a la velocidad señalada no se note. No tiene sentido que si la calle marca una velocidad de 30 o 20 solo se ve obligado a reducir en donde esté el resalto.
Generalmente, para lograr que el conductor reduzca la velocidad a tiempo, está avisado previamente por las correspondientes señales de tráfico acompañadas de una limitación de velocidad que desaparece después del peligro anunciado.
Se suele instalar debido a la necesidad de disminuir la velocidad del tráfico en algún sentido de circulación por diversos motivos:existencia de zonas peatonales, escuelas o centros de gran afluencia peatonal.
Tiene análoga naturaleza que un paso de peatones elevado.
Si un vehículo pasa demasiado rápido sobre un reductor de velocidad pueden pasar 2 cosas, o lo usa de rampa o se le daña el sistema de suspensión, o incluso otras partes, dependiendo del impacto o si el vehículo es de alta gama o no.
Los reductores de velocidad pueden ser cortos (de menos de un metro de longitud) o largos (de dos metros o más).
Se pueden construir de asfalto, cemento (hormigón), goma (hule) o metal.
También hay sonorizadores, en los que los vehículos pueden moverse a mayor velocidad (40 a 60 km/h). Solo sirven para llamar la atención del conductor acerca de algo que se encuentra un poco más adelante (un peaje, una curva pronunciada, una escuela rural o una zona con gran afluencia peatonal).

## En México
En México, la instalación y características de los reductores de velocidad están reguladas por la Norma Oficial Mexicana NOM-034-SCT2-2011, la cual establece especificaciones técnicas para su diseño, materiales, dimensiones y condiciones de uso en vías urbanas y carreteras. La norma distingue entre topes, rampas de desaceleración y vibradores como dispositivos con distintos fines según el tipo de vialidad y nivel de tránsito.
Asimismo, la Secretaría de Infraestructura, Comunicaciones y Transportes (SICT) y SEDATU recomiendan su uso en zonas escolares, accesos hospitalarios, áreas peatonales intensas y fraccionamientos.
Los materiales empleados en la fabricación de reductores de velocidad incluyen concreto, hule reciclado y plásticos como el Poliestireno de alto impacto (HIPS). La maleabilidad de estos compuestos permite desarrollar configuraciones modulares en secciones intercambiables de distintos tamaños y formas, que facilitan su adaptación a diferentes anchos de vía y requisitos operativos adaptables a diversos tipos de tránsito y entornos urbanos.

## Reductor de velocidad inteligente
Los reductores de velocidad inteligentes son resaltos asociados a detectores de velocidad que se pueden elevar cuando detectan vehículos a altas velocidades y hundirse cuando los vehículos circulan a la velocidad adecuada. Este tipo de sistema fue implementado por primera vez en España como una medida para fomentar el cumplimiento de los límites de velocidad en zonas sensibles al tránsito.
En México, tecnologías similares han comenzado a implementarse en ciudades como Ciudad de México y Puebla. Los dispositivos, conocidos también como topes inteligentes, funcionan con sensores que detectan la velocidad del vehículo: si se circula dentro del límite permitido, el sistema permanece oculto y permite el paso sin interrupciones; si se excede la velocidad, se eleva una plataforma que obliga al conductor a reducir la velocidad para evitar daños al vehículo.
Además de estos sistemas mecánicos, también se han instalado radares de velocidad fijos en zonas escolares y residenciales, los cuales permiten registrar excesos de velocidad y aplicar sanciones o alertas mediante cámaras o dispositivos electrónicos.

## Variaciones del nombre

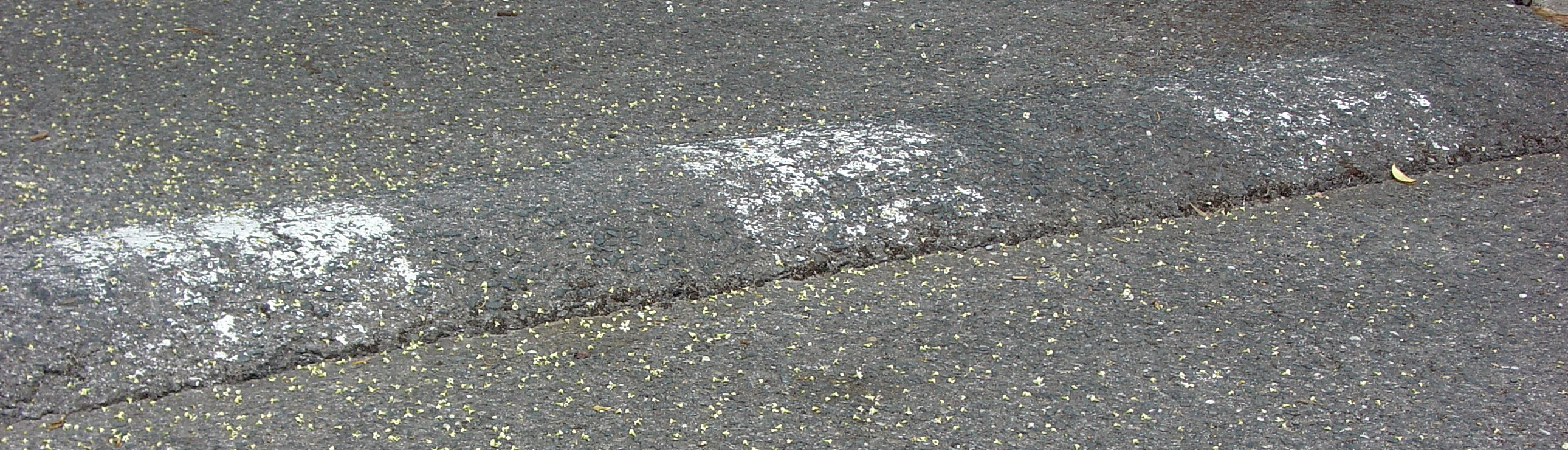
Sección de una banda de frenado (bastante desgastada) construida con asfalto en una calle de la ciudad de Adelaida (Australia).

En cada país recibe distintas denominaciones:
| País                 | Nombre                                                               |
| -------------------- | -------------------------------------------------------------------- |
| Argentina            | lomo de burro, lomada, atenuador                                     |
| Bolivia              | rompemuelle                                                          |
| Brasil               | lombada, quebra-molas                                                |
| Chile                | reductor de velocidad, lomo de toro                                  |
| Colombia             | policía acostado, policía muerto, reductor de velocidad              |
| Costa Rica           | muerto, reductor                                                     |
| Cuba                 | badén                                                                |
| Ecuador              | vigilante acostado, resalto/reductor de velocidad, rompe-velocidades |
| El Salvador          | túmulo                                                               |
| España               | badén, guardia muerto, guardia tumbado, cojín berlinés               |
| Guatemala            | túmulo                                                               |
| Honduras             | túmulo                                                               |
| México               | tope, reductor de velocidad                                          |
| Nicaragua            | policía acostado                                                     |
| Panamá               | policía muerto, reductor de velocidad o resalto                      |
| Paraguay             | lomo de burro, lomada                                                |
| Perú                 | rompemuelle                                                          |
| Portugal             | lomba                                                                |
| Puerto Rico          | reductor de velocidad, badén, muerto                                 |
| República Dominicana | policía acostado                                                     |
| Uruguay              | lomo de burro, lomada                                                |
| Venezuela            | policía acostado                                                     |

## Inconvenientes

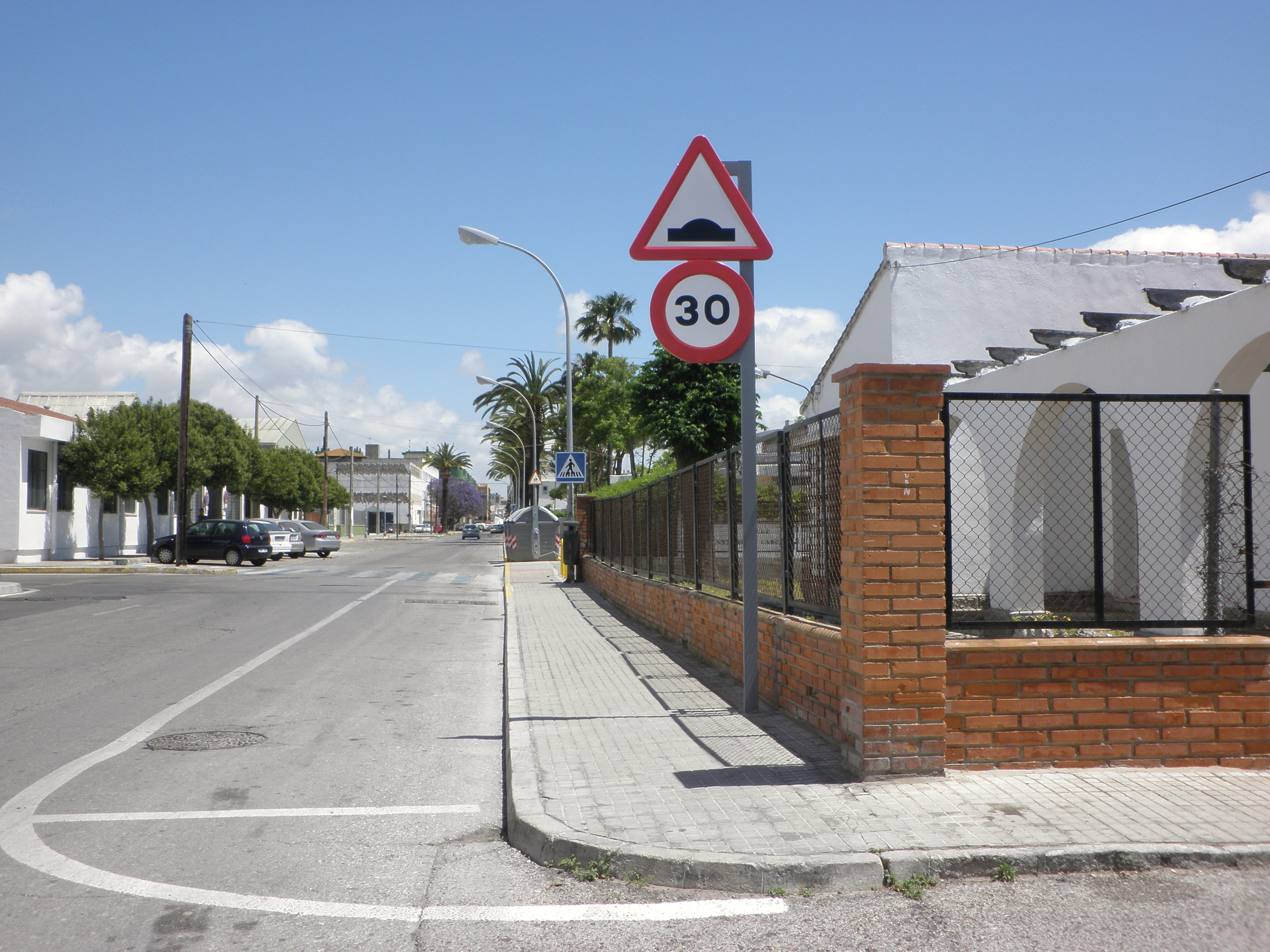
Aviso de proximidad de un reductor de velocidad.

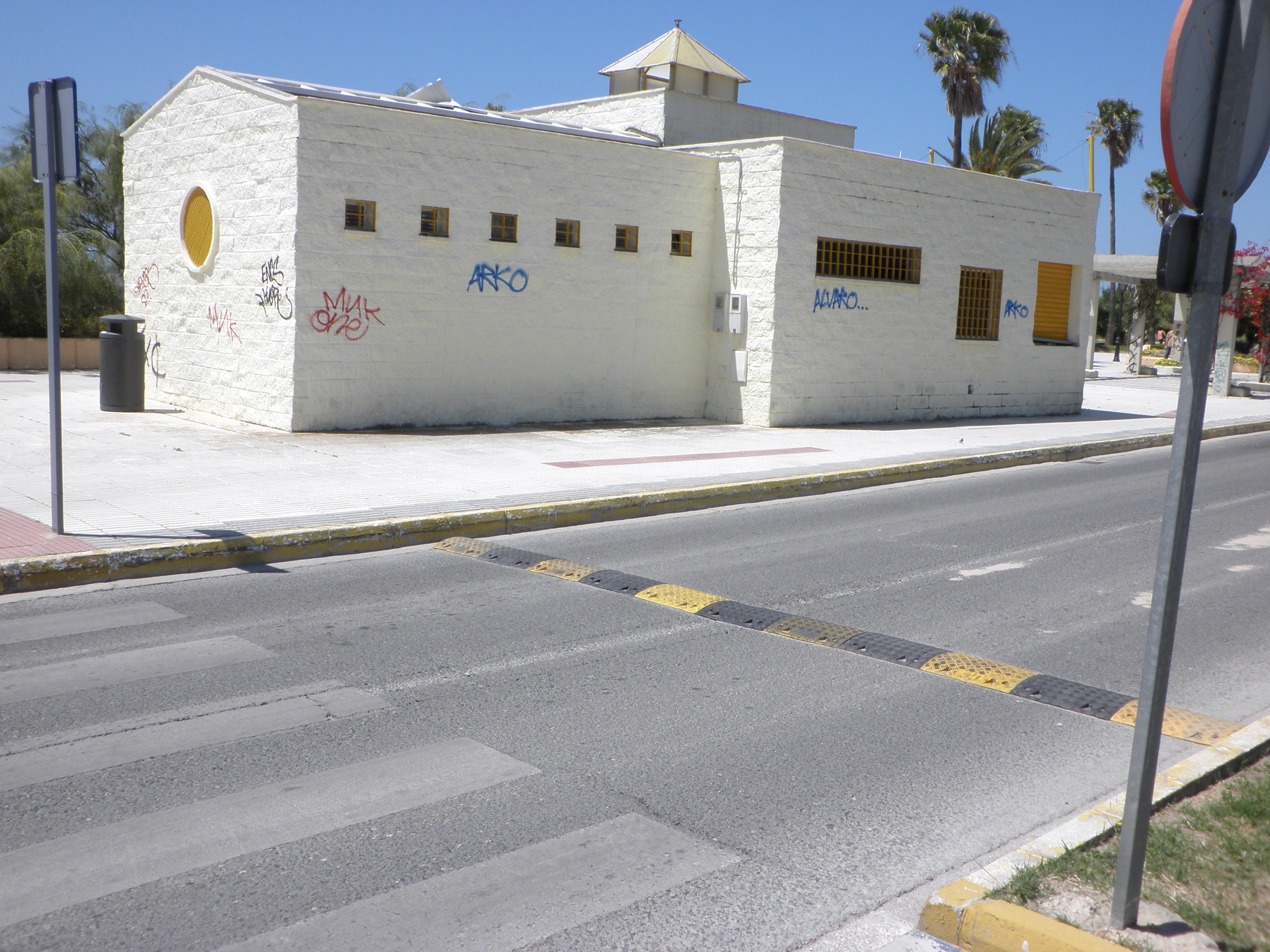
Tope o badén en ambos sentidos (uno de ellos después de haber pasado el paso de peatones).

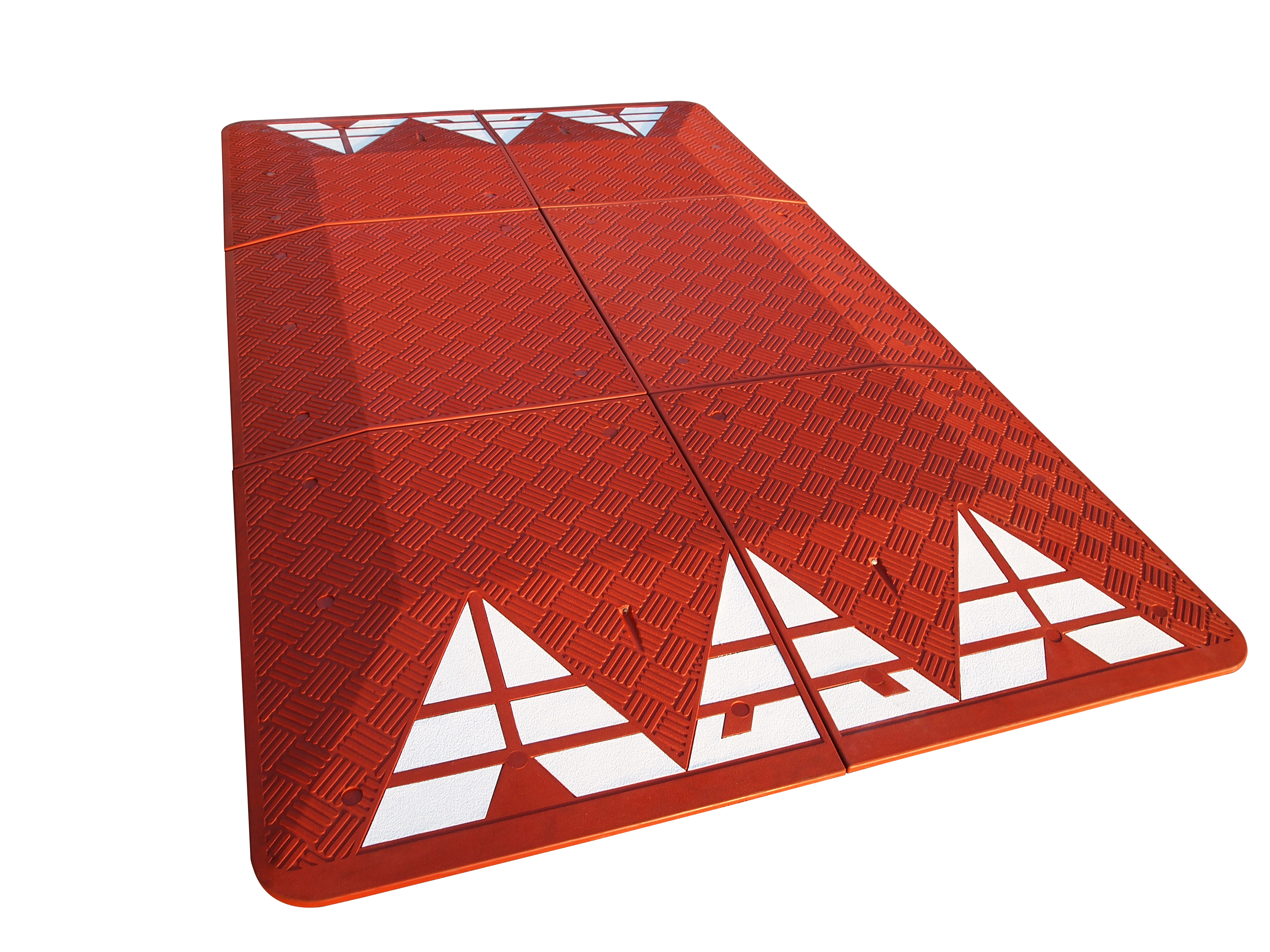
Una banda de frenado ancha conocida como cojín berlinés y útil ya que por su estrechez no afecta a los autobuses.

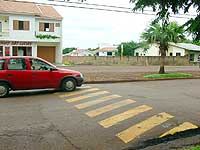
En Brasil, la banda de frenado se llama
- lombada (‘lomada’),
- quebra-molas (‘rompemuelles’) u
- ondulação transversal (‘ondulación transversal’).

Las autoridades del municipio estadounidense de Modesto (en California) encontraron ciertos efectos negativos por el uso de reductores de velocidad:
- Alarga una frenada de emergencia.
- Puede provocar que el tráfico se desvíe a calles paralelas de tipo residencial.
- Pueden incrementar la contaminación acústica para residentes en calles adyacentes.

Las autoridades de la ciudad de Eastleigh (en Gran Bretaña) señalaron estos otros efectos negativos:
- Acelera el envejecimiento de las suspensiones de los vehículos que las pisen.
- Ocasionalmente tiene dimensiones desproporcionadas, que pueden ocasionar daños en los bajos del vehículo.
- Su instalación es arbitraria: el badén puede abarcar los dos sentidos de la circulación (la anchura de la vía), siendo innecesario en uno de ellos (ya que el objeto del aviso se encuentra en el otro sentido).
- Indiscriminatorio: afecta a todos los usuarios de la vía (cuando algunos de ellos ―como peatones o ciclistas― no superan la velocidad máxima estipulada).

Otros efectos negativos de los reductores de velocidad en general:
- atrasan a los bomberos y a las ambulancias en situaciones de emergencia;
- generan mayor congestión en carreteras muy concurridas en las horas pico;
- aumentan el consumo de combustible;
- aumentan el desgaste de varias partes de los vehículos;
- aunque evitan los accidentes que provoca la velocidad, pueden causar nuevos accidentes.